# Leg press
La leg press (pressa per le gambe) è un esercizio di allenamento con i pesi in cui l'individuo spinge un peso lontano dalle proprie gambe. Questo esercizio può essere utilizzato per valutare la forza complessiva della parte bassa del corpo di un atleta. Il termine leg-press di riferisce anche all’apparecchio utilizzato per eseguire l’esercizio, e di tali apparecchi ne esistono tre tipologie diverse.
- Leg-Press verticale: i dischi sono collegati direttamente alla slitta, la quale è montata su rotaie. L'individuo si trova sotto la slitta e la spinge verso l'alto con i piedi. Questa versione in verticale permette di opporsi direttamente all’impatto della gravità e massimizza l’espressione di forza da parte dell’atleta, ma proprio per tale motivo può risultare potenzialmente molto pericolosa. Infatti, gli attrezzi di questo tipo comprendono staffe di sicurezza che impediscono all'utente di essere intrappolato sotto il peso.
- Leg-Press inclinata (o pressa a 45*): simile alla pressa verticale per quanto riguarda la struttura del macchinario e la modalità di funzionamento, ma con il vantaggio di avere sia la seduta che la slitta inclinate solo a 45 gradi verso l’alto (e non a 90 come nella pressa verticale). Questa variante mantiene comunque un ottimo stimolo allenante, ma con una maggiore sicurezza.
- Leg-Press orizzontale: l'individuo è seduto e spinge in avanti i piedi muovendo una piastra collegata ai pesi tramite un cavo d'acciaio; in alternativa, la piastra su cui sono spinti i piedi è fissa ed è il sedile, collegato ai pesi tramite cavo d'acciaio, a muoversi, scorrendo in orizzontale. La variante orizzontale rappresenta quella di più semplice esecuzione, con una richiesta di forza leggermente minore rispetto alla pressa inclinata, per cui sarà possibile caricare un po’ di peso in più.

## Gruppi di muscoli coinvolti
La Leg-press fa lavorare i seguenti gruppi di muscoli:
- Quadricipiti
- Adduttori (interno coscia)
- Muscoli ischiocrurali (posteriori coscia)
- Grande gluteo

Nell’elenco non compaiono quei muscoli stabilizzatori (come lombari e addominali) che vengono reclutati in modo abbastanza importante nello squat con bilanciere, dato che l’appoggio del busto sull’apposito schienale permette di escludere tali muscoli per isolare il lavoro muscolare sui grandi muscoli di gambe e glutei. Ciò permette di preservare anche la sicurezza della schiena sotto carichi molto elevati, ma a patto che il busto rimanga saldamente appoggiato allo schienale per tutto l’arco del movimento; in caso contrario, il rischio di infortuni può essere anche molto grave, esattamente come accade in uno squat eseguito con tecnica scorretta. 
Variando l'angolo tra la slitta e lo schienale e/o la posizione dei piedi sulla pedana si pone più carico su uno o un altro gruppo muscolare. La pedana, in particolare, è sufficientemente grande da permettere dei posizionamenti dei piedi che possono variare contemporaneamente su due assi: altezza (in basso, al centro o in alto) e larghezza (stretti, moderatamente divaricati, molto divaricati). 
Riguardo all’altezza dei piedi sulla pedana, questo asse permette di spostare il focus dell’esercizio o più verso le gambe (piedi bassi) o più verso i glutei (piedi alti). Un posizionamento basso è generalmente associato a piedi uniti o comunque molto stretti, e ciò permette di massimizzare il coinvolgimento dei quadricipiti riducendo al minimo l’intervento degli altri muscoli. Il posizionamento alto è invece associato, di solito, ad una grande divaricazione delle gambe, così da promuovere il reclutamento massiccio di glutei e femorali. 
Riguardo alla larghezza dei piedi sulla pedana, questa variabile consente invece di spostare il focus dell’esercizio su una regione specifica delle gambe. Piedi stretti favoriscono i quadricipiti (se sono molto stretti si recluta in modo particolare la porzione esterna di tale muscolo) , mentre piedi larghi spostano sempre più il focus su adduttori (cioè l’interno coscia) e ischiocrurali (ossia i posteriori della coscia). 
Posizionando i piedi esattamente al centro della pedana, sia come altezza che come larghezza, si ha un coinvolgimento abbastanza equilibrato di tutti i muscoli citati, seppur con una leggera prevalenza di glutei e quadricipiti rispetto ai femorali: questa posizione, il più delle volte, consente di massimizzare la forza esprimibile da parte dell’atleta e quindi di caricare un peso maggiore. Con l’altezza media dei piedi diventa anche più agevole e articolarmente sicuro cambiare la larghezza di essi: in questo caso, fermo in ogni caso l’eguale lavoro dei glutei, piedi molto vicini coinvolgono maggiormente i quadricipiti nella loro porzione più esterna (vasto laterale), mentre piedi molto divaricati spostano il focus sull’interno coscia (adduttori). 

## Carico della leg press
Con questo esercizio si può utilizzare un carico maggiore rispetto ad altri esercizi per gli stessi muscoli. Ad esempio il bodybuilder Ronnie Coleman ha pubblicato un video in cui esegue il leg-press con un peso di 2300 pounds (1043 kg) per 8 ripetizioni. Il detentore del record mondiale William Silva ha effettuato l'esercizio facendo 60 ripetizioni in 1 minuto con un carico di 454 kg.